# قوان تسي
قوان تسي آلة نفخية ذات لسانين، ولها تاريخ عريق جداً. نشأت آلة قوان تسي في فارس القديمة أي إيران في العصر الحديث. وفي الصين القديمة كانت تسمى ب«بي شو» أو «لو قوان». وفي أسرة هان الغربية الملكية قبل ألفي سنة، قد أصبحت آلة قوان تسي آلة منتشرة في منطقة شينجيانغ الصينية. والآن تنتشر آلة قوان تسي وسط شعب الصين على نطاق واسع، وقد أصبحت آلة محبوبة لدى أهل شمال الصين.